# أبو عزمي
أبو عزمي هو سياسي هندي، ولد في 8 أغسطس 1955 في منطقة أعظم كره في الهند. نشط حزبياً في سماجوادي. وقد انتخب Member of the Legislative Assembly (India) ‏ وانتخب عضو راجيا سابها ‏.

## وصلات خارجية
- الموقع الرسمي